# المرارغة (أداة حبكة)
في مجال الأدب، تُعتبر المراوغة (بالإنجليزية: quibble) أداة حبكة تُستخدم لتحقيق الشروط اللفظية الدقيقة لاتفاق ما لتجنب المعنى المقصود. عادة ما تُستخدم المراوغة في العهود القانونية، وفي سياق الخيال، في العهود التي تُفرض بطريقة سحرية (مثل النبوءات).

## أمثلة
عادةً ما يحتوي العقد مع الشيطان على بنود تسمح له بالمراوغة حول ما يمنحه، وغالبًا ما يجد صانع العقد طريقة للمراوغة للتهرب من الاتفاق.
في الأساطير الإسكندنافية، لوكي، راهن برأسه مع بروك وخسر، لكنه منع بروك من أخذ أي جزء من عنقه، قائلاً إنه لم يراهن عليه؛ وكنوع من الانتقام، قام بروك بخياطة شفتي لوكي.
عندما استشار كرويسوس العرافة بيثيا، وتلّقى نبوءة بأن خوض الحرب مع كورش الكبير سيؤدي إلى تدمير إمبراطورية عظيمة. فظن كرويسوس أن المقصود هو دمار الإمبراطورية الفارسية وانتصاره عليهم. بناءً على ذلك، هاجم الفرس معتقداً أن النصر محتوم. لكن في النهاية، انتصر الفرس، وكانت الإمبراطورية التي دُمرت هي إمبراطورية كرويسوس نفسه، وليس كورش.

### في الأدب
يتضمن العهد القديم أمثلة على المراوغات القانونية. في سفر التكوين 18، يحث إبراهيم الله على الاعتراف بأن قتل الأبرار مع الأشرار في سدوم سيكون ظلمًا، ويستمر في التفاوض حتى يوافق الله على إنقاذ المدينة إذا وجد فيها شخصًا بارًا واحدًا فقط.
استعان وليام شكسبير بالمراوغة القانونية في مسرحية "تاجر البندقية". أنقذت بورتيا أنطونيو في المحكمة بالإشارة إلى أن الاتفاقية نصت على رطل من اللحم من دون دم، مما يعني أن شايلوك لا يستطيع الحصول على مطلبه دون إراقة الدماء، وهو أمر غير ممكن جسديًا. كما استخدم شكسبير المراوغة في مسرحية "مكبث"، حيث قُتل مكبث على يد ماكدوف، رغم أن نبوءة العرافات الثلاث كانت تقول إن "لا أحد مولود من إمرأة" يمكنه الإطاحة به، وذلك لأن ماكدوف وُلِد بعملية قيصرية. وفي نبوءة أخرى، قيل لماكبث إنه لن يواجه خطرًا حتى تصل غابة بيرنام العظيمة إلى تل دونسينان. شعر بالأمان لاعتقاده أن الغابات لا يمكن أن تتحرك، ولكنه هُزم عندما تقدمت القوات الإنجليزية مموهة بفروع مقطوعة من غابة بيرنام نحو حصنه في دونسينان.
في قصة "ذا لورد أوف لورن آند ذا فالس ستيوارد ‏" من أغاني الأطفال ‏، يُجبر البطل على تبديل الأدوار مع محتال ويعاهد على عدم كشف الحقيقة. يقوم بسرد قصته لحصان وهو على علم بأن البطلة تستمع سراً. بالمثل، في الحكاية الخيالية "فتاة الإوز"، تبوح الأميرة بقصتها لموقد حديدي، غير مدركة أن الملك يراقب ويستمع إليها.
في رواية "سيد الخواتم"، يتنبأ غلورفيندل بأن "ملك السحرة في أنغمار لن يسقط بيد رجل". بُقتل ملك السحرة من قِبل إيوين، وهي إمرأة، خلال معركة حقول بلينور. ويعاونها ميري، وهو هوبيت ذكر، حيث يلفت إنتباه ملك السحرة عن إيوين بطعنه بسيف نومينوري (صُنع بواسطة رجل توفي منذ زمن بعيد)، وهذا النوع من السيوف يضر بأشباح الخواتم.
في "موفينغ بيكتشرز" للكاتب تيري براتشيت، يُشاع أن الكتاب يجلب مصائر وخيمة لأي شخص يفتحه، لكن المكتبي، الذي هو في الحقيقة إنسان غاب، يشعر فقط بانزعاج طفيف.

## أنظر أيضًا
- أداة الحبكة
- قائمة بالتقنيات السردية
- حبكة (أدب)